# Néstor Araujo
Néstor Alejandro Araujo Razo (29 d'agost de 1991) és un futbolista professional mexicà que juga de defensa pel Club América de Liga MX i per la selecció de Mèxic. És medallista d'or olímpic.
Araujo va començar la seva carrera amb el Cruz Azul el 2010, i va jugar amb el club durant tres anys abans d'unir-se al Santos Laguna, inicialment en un contracte de cessió que el club va fer permanent l'any següent. Al Santos, va jugar més de 100 partits, guanyant la Lliga MX en dues ocasions.
Va competir internacionalment des del 2011: Araujo va jugar a la Copa Amèrica 2011, el Torneig de Toulon 2012, la Copa Amèrica Centenari i la Copa Confederacions de la FIFA 2017. Va ser a l'equip de Mèxic als Jocs Olímpics d'estiu de 2012 que van portar a casa la medalla d'or.

## Carrera de club

### Cruz Azul
Araujo es va incorporar al planter del Cruz Azul l'any 2007, i va anar progressant entre l'equip Cruz Azul Premier i el sub-20.
El 2010, Enrique Meza va ascendir Araujo al primer equip. El 19 de setembre, Araujo va debutar a Primera Divisió amb el Cruz Azul, jugant 90 minuts en la victòria a casa per 3-0 contra Querétaro.

### Santos Laguna

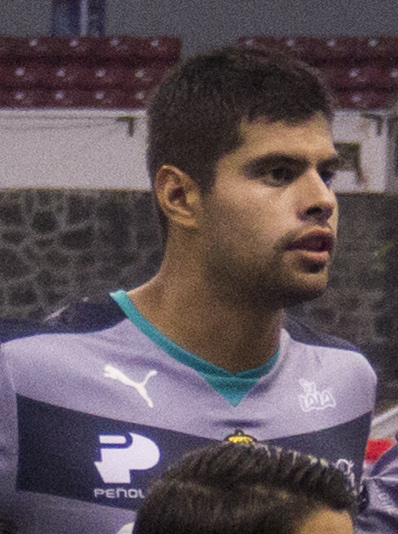
Araujo amb la samarreta del Santos Laguna el 2016

El 5 de juny de 2013, Araujo es va unir a Santos Laguna amb un contracte de préstec d'un any amb opció de compra. Va debutar a la lliga el 26 de juliol contra el seu antic club Cruz Azul, jugant tot el partit mentre el Santos va aconseguir una victòria per 3-2. El 19 d'agost de 2014, Araujo va marcar el seu primer gol amb el Santos en la victòria per 3-0 contra l'UAT a la Copa MX. Va guanyar la seva primera copa amb el Santos Laguna després de la seva victòria contra el Puebla a la final de l'Apertura Copa MX. L'any següent, Araujo va guanyar el seu primer títol de lliga quan Santos va derrotar Querétaro a la final del torneig de Clausura. El 20 de juliol, Santos va derrotar el Club Amèrica per guanyar la <i>Copa Campeón de Campeones</i>; Araujo va començar el partit i va jugar els 90 minuts.
El maig de 2018, Santos Laguna va derrotar el Toluca per guanyar el torneig de Clausura després d'un marcador global de 3-2 a la final. Araujo es va perdre la final a causa d'una lesió que va patir durant el seu servei internacional amb la selecció de Mèxic.

### Celta de Vigo
El 14 de juny de 2018, Araujo es va incorporar al club espanyol Celta de Vigo amb un contracte de cinc anys. El 21 de juliol va debutar en un amistós contra l'Espanyol.

### América
El 24 de juny de 2022, Araujo va tornar a Mèxic i es va unir al Club Amèrica de manera permanent.

## Carrera internacional
Araujo va rebre la seva primera convocatòria internacional el 2011 durant la Copa Amèrica 2011. En el seu debut internacional, va marcar en una derrota per 2-1 contra Xile durant el seu primer partit de la fase de grups. Passaria a aparèixer a la resta de partits de la fase de grups i Mèxic acabaria en últim lloc del grup.
Araujo seria un habitual internacional amb Juan Carlos Osorio, participant en diversos amistosos, les eliminatòries de la Copa del Món de la FIFA CONCACAF 2018, la Copa Amèrica Centenari i la Copa Confederacions de la FIFA 2017.
El 27 de març de 2018, durant un partit amistós contra Croàcia, Araujo es va veure obligat a sortir del terreny de joc després de 15 minuts quan es va lesionar al genoll. Des d'aleshores va ser baixa, però al maig va ser nomenat a la selecció preliminar de 28 jugadors de Mèxic per al Mundial de Rússia, però es va haver de retirar perquè va patir una tendinitis durant la seva recuperació.
Araujo va formar part de l'esquadra que va guanyar la Copa d'Or de la CONCACAF 2019.

## Vida personal
Araujo té un germà gran, Félix, que també és futbolista professional.

## Palmarès
Cruz Azul
- Copa MX: Clausura 2013

Santos Laguna
- Lliga MX: Clausura 2015, Clausura 2018
- Copa MX: Apertura 2014
- Campeón de Campeones: 2015

Mèxic Sub-20
- Campionat CONCACAF sub-20: 2011

Mèxic Sub-23
- Jocs Panamericans: 2011
- Torneig de Toulon: 2012
- Campionat de classificació olímpica CONCACAF: 2012
- Medalla d'or olímpica: 2012

Mèxic
- Copa d'Or CONCACAF: 2019[18]

Individual
- Lliga MX Millor XI: Clausura 2017
- Millor defensa de la Lliga MX: 2016–17
- Millor XI final de la Lliga de Nacions de la CONCACAF: 2021